# Tile-Engine

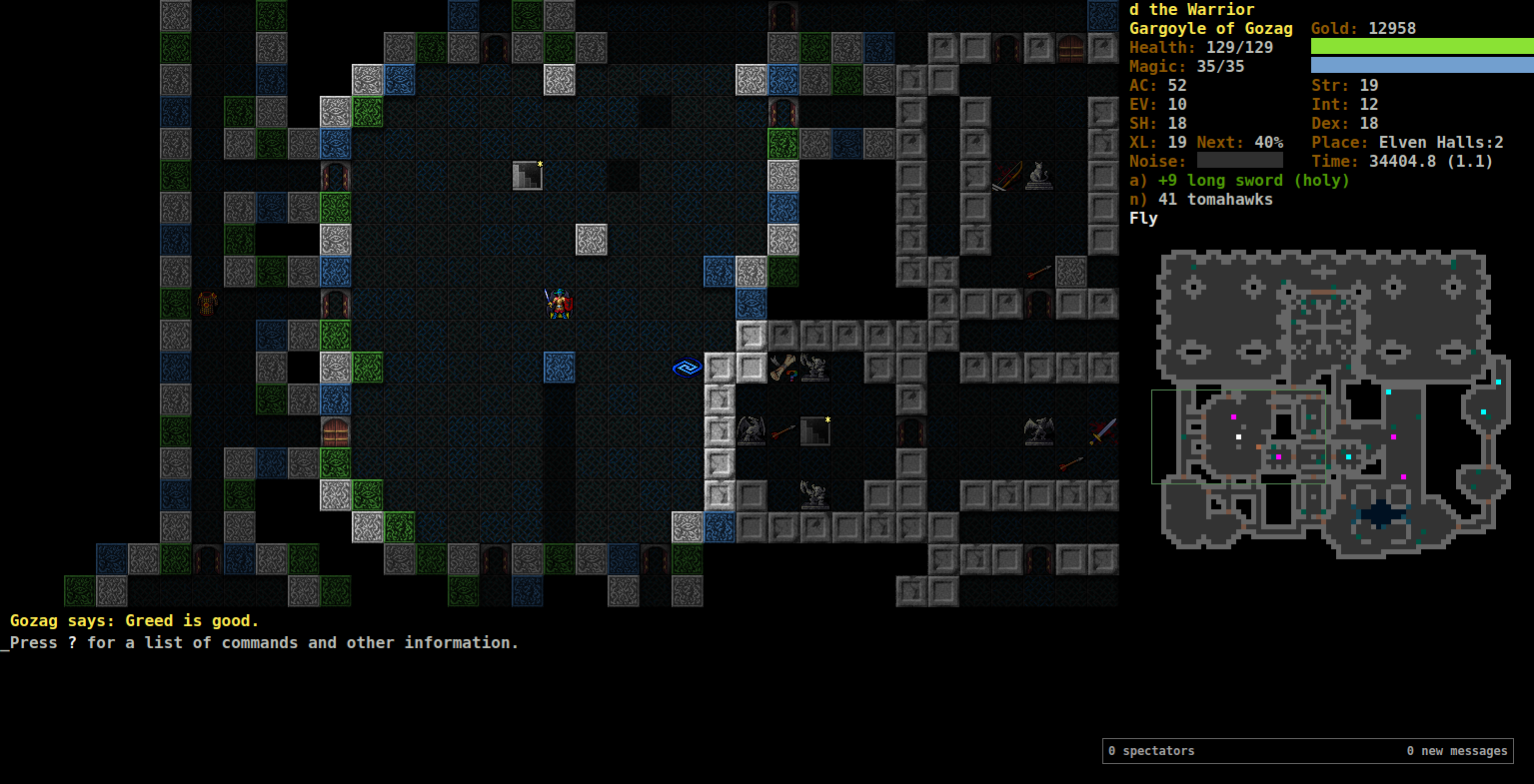
Grafik Tiles basierte Variante von Dungeon Crawl Stone Soup.

Tile-Engine ist ein Sammelbegriff für bestimmte Spiel-Engines zweidimensionaler Grafik. Mithilfe von Kacheln, in der Regel quadratischen kleinen Grafiken, wird das Spielfeld zusammengesetzt. Dieses kann einfach unter Verwendung eines mehrdimensionalen Datenfeldes beschrieben werden, das die Spalten und Zeilen des Spielfeldrasters abbildet. Jeder Wert darin steht dann für eine bestimmte Kachel. So kann man leicht unterschiedliche Spielfelder und Spielabschnitte entwerfen. Das Rasterkonzept ermöglicht ein relativ einfaches Bewegen von Figuren sowie Kollisionsabfragen.
Eine Unterkategorie von Tile-Engine sind die Iso-Engines.